# Попов, Владимир Валентинович
Владимир Валентинович Попов (8 февраля 1949, Ленинград, СССР) — советский футболист, полузащитник, нападающий.

## Биография
Воспитанник группы подготовки ленинградского «Зенита», тренер Борис Левин-Коган. В 1968—1969 — в составе «Зенита», за который провёл один матч — 3 ноября 1968 года в домашнем матче 36 тура против «Торпедо» Кутаиси (0:0) на 75-й минуте заменил Владимира Полякова.
Возможно, в дальнейшем играл в тольяттинских командах «Химик» (1969) и «Торпедо» (1970, на сайте ФК «Лада» указан Владимир Н. Попов); в 1989, до сентября был начальником команды «Лада».
В некоторых источниках В. В. Попов спутан с В. И. Поповым 1949 г. р., и ему приписаны игры за «Зенит» Ижевск (1970) и «Текстильщик» Иваново (1974—1976).